# Морено, Таня
Та́ня Море́но Матве́ева (исп. Tania Moreno Matveeva; род. 29 января 2002, Мадрид) — испанская пляжная волейболистка, серебряный призёр чемпионата Европы (2023).

## Карьера
Таня Морено является дочерью тренера по пляжному волейболу Хуана Мануэля Морено и российской волейболистки Ольги Матвеевой. Вместе с матерью она играла в юности на национальных турнирах, на которых хорошо себя зарекомендовала. Помимо матери, среди её партнёрш были Мария Белен Карро и Даниела Альварес Мендоса, ставшая её постоянной партнёршей, вместе с которой она выигрывала медали на молодёжных соревнованиях, в том числе и международных.
На чемпионате Европы 2022 года в паре с Альварес дошла до 1/2 финала, а затем в матче за бронзу они уступили паре из Нидерландов (Катя Стам/Раиса Схон) со счётом 2-1. 
В следующем году, на чемпионате Европы в паре с Альварес вышла в финал, где в финале со счётом 2-0 проиграли паре из Швейцарии (Нина Бетшарт/Таня Хюберли); Альварес и Морено завоевали первую награду в карьере на международном уровне.